# Guapimirim
Guapimirim é um município brasileiro do estado do Rio de Janeiro, Região Sudeste do país. Localiza-se na Região Metropolitana do Rio de Janeiro, entre o Parque Nacional da Serra dos Órgãos e a Baixada Fluminense , estando situado a aproximadamente 50 km da capital estadual. Seu ponto turístico mais famoso é o Dedo de Deus. Sua população estimada em 2024 era de 54.300 habitantes.
O Pico Dedo de Deus, importante símbolo turístico do estado, está situado na cidade de Guapimirim. Também na cidade ainda é possível encontrar bastante áreas preservadas da antiga estrada de ferro que ligava o Porto da Piedade, em Magé, a Teresópolis. Parte do trecho entre as cidade de Magé e Guapimirim ainda encontra-se em funcionamento e faz parte da circulação dos trens do Ramal de Guapimirim, que é operado pela SuperVia. Trechos remanescentes da antiga estrada de ferro tem sido muito explorada por turistas nos últimos anos.

## Topônimo
O nome "Guapimirim" tem sua origem num acampamento de índios que viviam em torno de uma nascente na região do Vale das Pedrinhas. Quando foi oficialmente fundada, em 1674, a localidade ganhou o nome de "Nossa Senhora d'Ajuda de Aguapeí Mirim". Com o tempo, o topônimo foi abreviado para "Guapimirim". Portanto, o topônimo atual "Guapimirim" é originário do termo tupi agûapé'ymirim, que significa "rio pequeno dos aguapés" (agûapé, aguapé + 'y, rio + mirim, pequeno). O rio que deu nome ao município era o local por onde as tropas passavam, levando mercadorias para o sertão das Minas Gerais, de onde traziam ouro e pedras preciosas.

## História
Até o século XVII, Guapimirim era habitada pelos índios timbiras que, com a chegada dos portugueses, subiram a serra e descobriram o Rio Guapi-Mirim. O primeiro nome do município foi Nossa Senhora D’Ajuda de Aguapei Mirim, fundada em 1674. Guapimirim se tornou município após emancipação de Magé em 21 de dezembro de 1990.

## Geografia

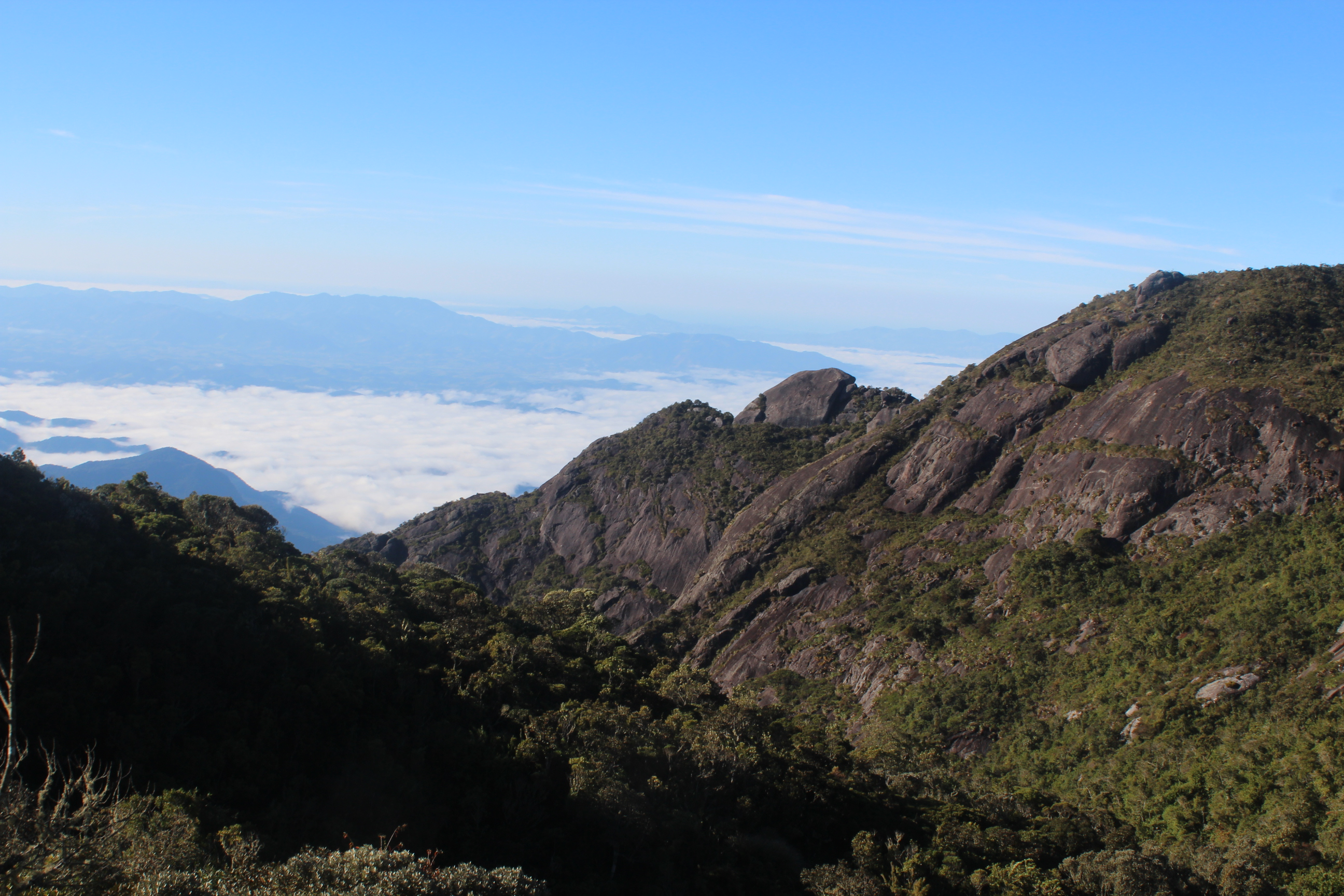
Vista da Pedra do Sino, em Guapimirim, na Serra dos Órgãos.

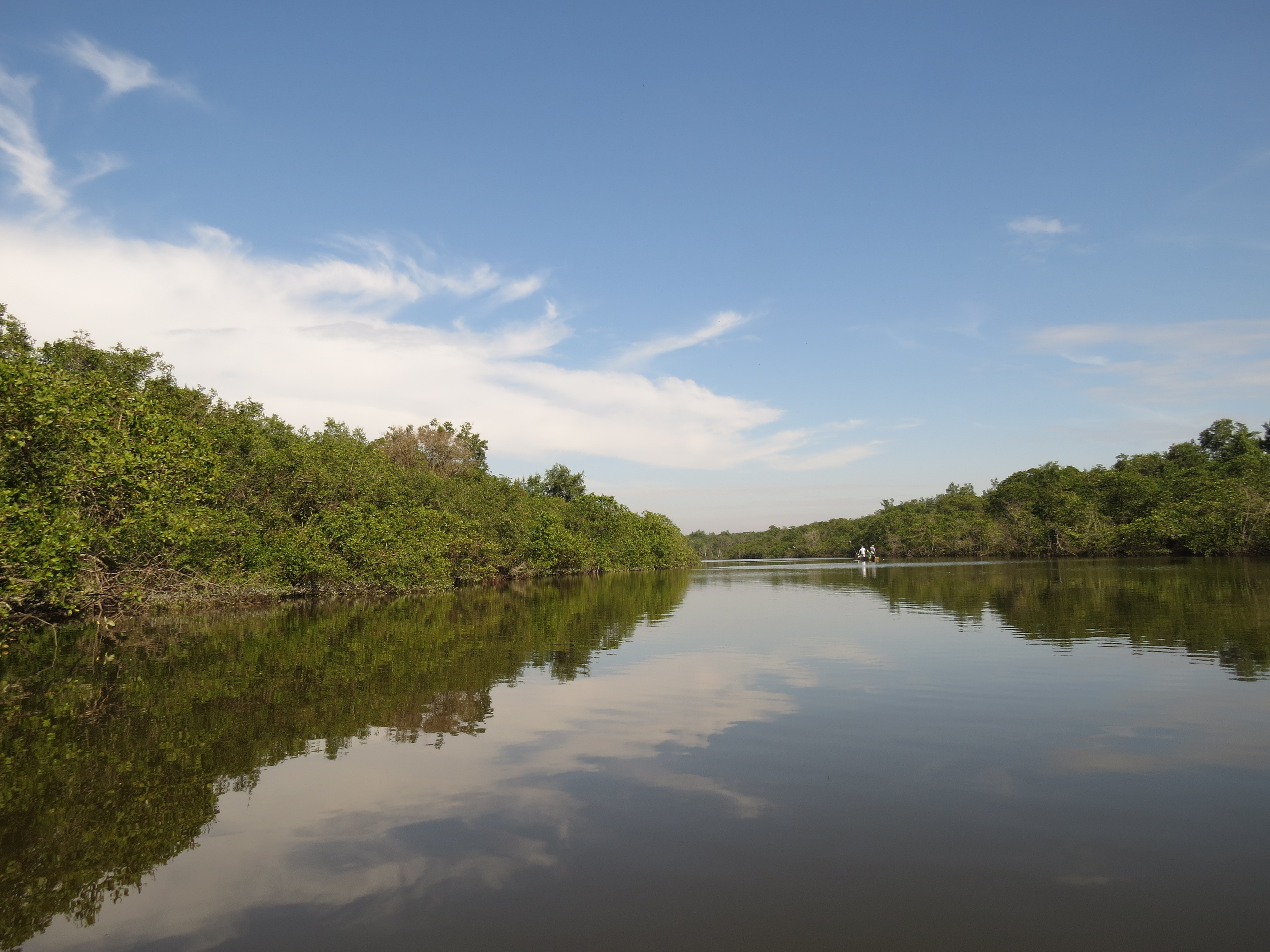
Mangue no Rio Macacu, na Área de Proteção Ambiental Guapimirim.

De acordo com a divisão regional vigente desde 2017, instituída pelo IBGE, o município pertence às Regiões Geográficas Intermediária e Imediata do Rio de Janeiro. Até então, com a vigência das divisões em microrregiões e mesorregiões, fazia parte da microrregião do Rio de Janeiro, que por sua vez estava incluída na mesorregião Metropolitana do Rio de Janeiro.

### Municípios limítrofes:
- Norte: Teresópolis e Petrópolis
- Sul: Itaboraí
- Leste: Cachoeiras de Macacu
- Oeste: Magé

### Área
O município de Guapimirim tem uma área territorial de 358,443 km², segundo o Instituto Brasileiro de Geografia e Estatística (IBGE). É o 49º município em área total no Rio de Janeiro e o 3052º no Brasil. Sua área urbana é de 27,15 km², ocupando a posição 28º no Rio de Janeiro e 317º no Brasil.

### Bioma
O bioma de Guapimirim é a Mata Atlântica.

### Hidrografia
O município de Guapimirim é composta por diversos rios e canais, entre os quais se destacam: Rio Guapi/Macacu, Rio Soberbo, Guaraí e Guaraí-Mirim.

## Demografia

### População
Guapimirim está na posição 63ª dos municípios do estado do Rio de Janeiro e 632º do Brasil com relação à população. De acordo com o Censo 2022 do Instituto Brasileiro de Geografia e Estatística (IBGE), sua população é de 51 696 habitantes. Já na estimativa de 2024, sua população é de 54 300 habitantes. Na Região Geográfica Imediata, ela está na 18º posição.

### Densidade demográfica
Em 2022, o município teve uma densidade populacional de 144,22 habitantes por quilômetro quadrado.

## Organização Político-Administrativa
Sendo um município do Brasil, Guapimirim é administrada por dois poderes, o executivo e o legislativo, independentes e harmônicos entre si. O primeiro é representado pelo prefeito, auxiliado pelo seu gabinete de secretários e eleito pelo voto popular para um mandato de quatro anos, sendo permitida uma única reeleição para mais um mandato consecutivo, enquanto que o segundo é representado pela Câmara Municipal de Guapimirim, órgão colegiado de representação dos munícipes que é composto por 9 vereadores também eleitos por sufrágio universal.
- Prefeito: Marina Pereira da Rocha Fernandez - PMB (2021/-)[21]
- Vice-prefeito: Natalicio Correa da Silva - PP (2021/-)[21]
- Presidente da Câmara: Halter Pitter dos Santos da Silva. (2023-)[22]

## Subdivisões
Guapimirim tem três distritos:
- 1º Distrito: Guapimirim (sede)
- 2º Distrito: Vale das Pedrinhas
- 3º Distrito: Citrolândia

## Economia
Segundo o Instituto Brasileiro de Geografia e Estatística (IBGE), em 2021, o município de Guapimirim tinha um produto interno bruto (PIB) de R$ 1 milhões. Seu PIB per capita, em 2021, era de R$ 21.920,68.

## Turismo
Sua abundância em atrativos naturais faz do município uma promissora área turística.
Guapimirim está inserida em uma região turística do Rio de Janeiro, a região da Serra Verde Imperial, junto com os municípios de Petrópolis, Teresópolis, Nova Friburgo, Magé, São José do Vale do Rio Preto, Três Rios, Comendador Levy Gasparian, Areal e Cachoeiras de Macacu.
A cidade localiza-se num vale cercado pela Serra dos Órgãos, na base do pico Dedo de Deus, importante símbolo turístico de Guapimirim e do estado, que se localiza dentro da área territorial do município. Em "Guapi" também está uma das áreas mais preservadas da Mata Atlântica do estado e a cidade possui uma característica peculiar: 70% do seu território encontra-se em área de proteção ambiental. São cinco áreas que compõem uma riqueza de biodiversidade em fauna e flora, e o município abrange a área de manguezal mais preservada do estado, conhecida como Pantanal Fluminense.

O clima ameno da região a torna requisitada principalmente no inverno, devido aos festivais culturais e gastronômicos que ocorrem em Guapimirim e nas cidades próximas. Já no verão, a natureza é um atrativo para quem aprecia o ecoturismo e a prática de atividades de aventura, sendo que em Guapi, especificamente, é possível encontrar cachoeiras, trilhas, montanhas e o famoso Mirante do Soberbo.

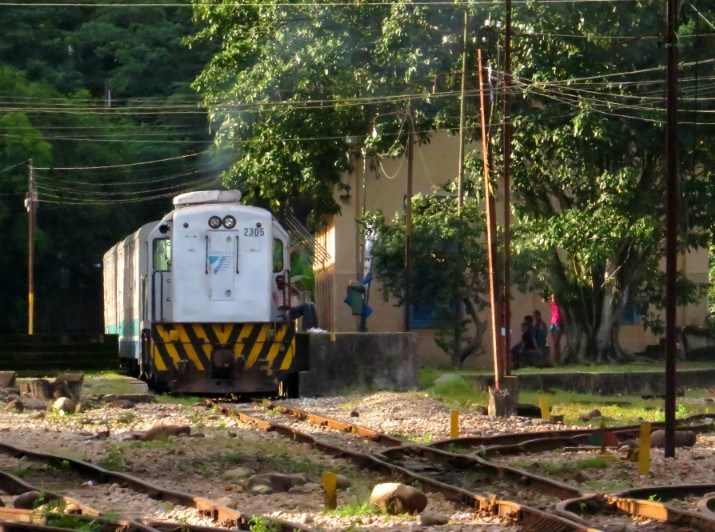
Locomotiva GE U12C partindo da Estação de Guapimirim, operada pela SuperVia em 2011.

### APA - Área de Proteção Ambiental de Guapimirim
É uma extensa área de proteção ambiental que abrange duas cidades vizinhas a Guapimirim: Magé e Itaboraí. Guapimirim é a única cidade a possuir águas da Baía de Guanabara intocadas pela poluição causada pelo homem.
Nos mares de Guapimirim, bem nessa área, vivem os últimos 30 botos-cinza, símbolo da cidade do Rio de Janeiro e mais de mil espécies marinhas.
As visitas podem ser agendadas e o acesso ao local é facilitado pelos agentes do Instituto Chico Mendes de Conservação da Biodiversidade (ICMBio).
A área é também conhecida como ''Pantanal Fluminense'' ou ''Pantanal Carioca'', por sua semelhança com o Pantanal.
No cinema, a área é usada como cenário pelos cineastas para representar a Amazônia, por ser localizado próximo a Capital do Rio de Janeiro e por ter um custo de locação baixo.

### Parnaso - Parque Nacional da Serra dos Órgãos

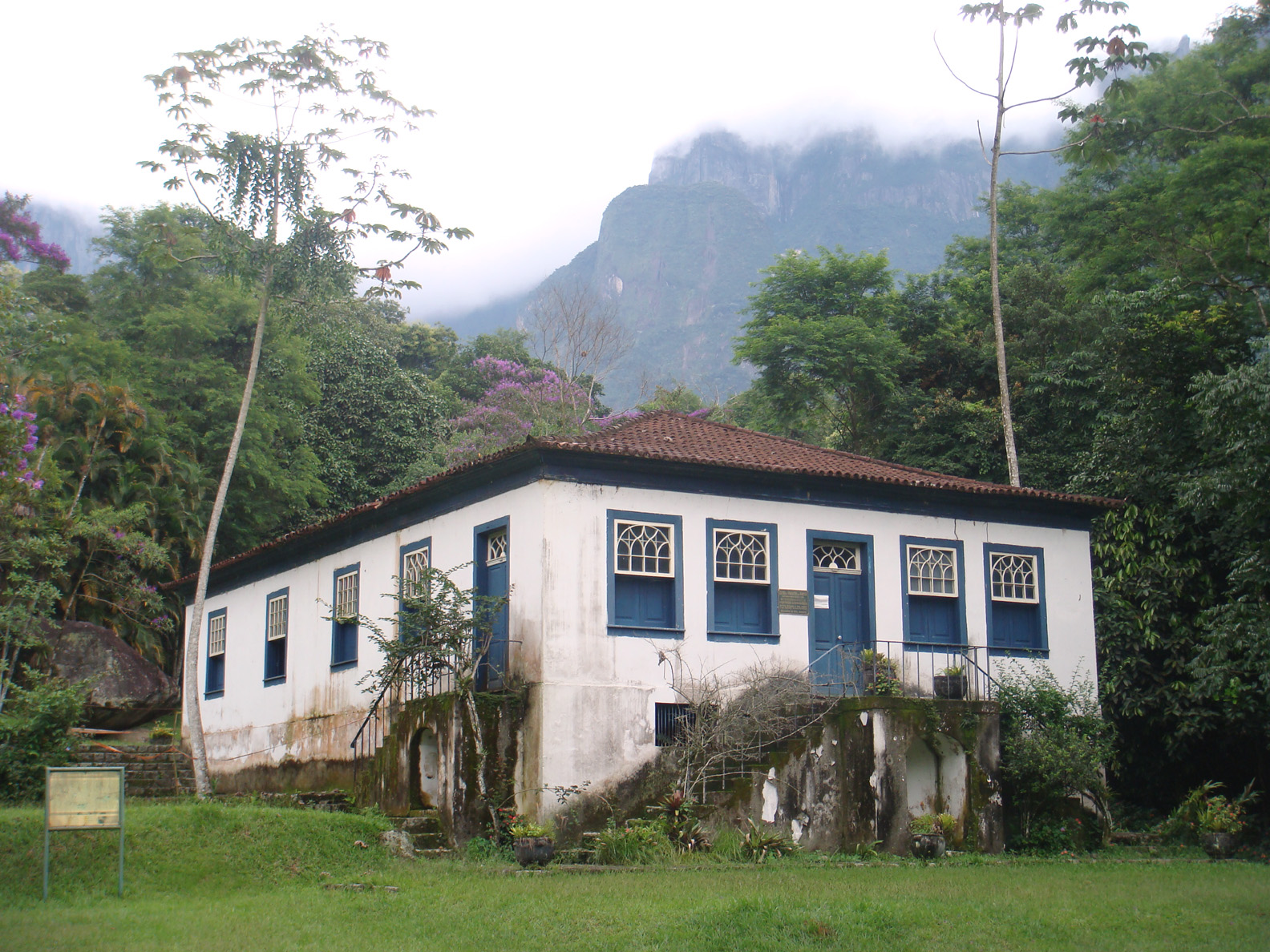
Museu Von Martius na Sede do Parnaso, de Guapimirim.

O Parque Nacional da Serra dos Órgãos - Sede Guapimirim (Parnaso), é a sede da reserva federal ideal para banhos de cachoeiras, trilhas e acampamentos, por ficar situada em uma região em que o clima é favorável a esse tipo de atividades.
A sede também possui construções históricas da época do Brasil Império e que são usados como cenários de diversas novelas.
Dentro da sede é possível visitar também o Centro de Visitantes e Museu Von Martius, que está instalado em um casarão do século XIX, que abrigou o botânico Carl Friedrich von Martius, na Expedição de Botânica do Brasil a pedido do Imperador Dom Pedro II no século XIX, que foi restaurado para a preservação de suas características,
A Capela de Nossa Senhora da Conceição também é outro monumento histórico construído em 1713, e que fica situada dentro da Sede do Parque Nacional da Serra dos Órgãos, em Guapimirim.
Diversos batizados da época da realeza aconteceram na Capela, por ser ficar situada as margens do Rio Soberbo e pelo seu fácil acesso a Estrada de Ferro Therezópolis, que ligava o Porto da Piedade em Magé, à Teresópolis.